# Free Presbyterian Church of Ulster

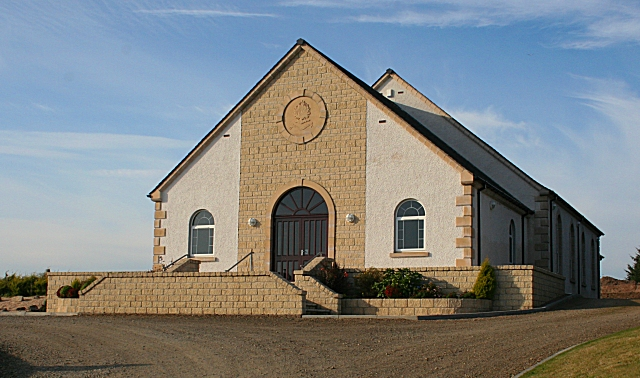
Nieuw kerkgebouw van de Free Presbyterian Church of Ulster

De Free Presbyterian Church of Ulster is een bevindelijk gereformeerd kerkgenootschap in Noord-Ierland. Het kerkverband heeft ongeveer 14.000 leden, verdeeld over 60 gemeenten en is ontstaan in 1951. Prominent lid van deze gemeenschap was Ian Paisley. In de diensten wordt nog gebruikgemaakt van de King James Version uit 1611. Vrouwen en meisjes dragen een hoed tijdens de erediensten. Vrouwen kunnen niet verkozen worden als ouderling of diaken. Het kerkverband keert zich nog altijd fel tegen de Rooms-Katholieke Kerk en diende een protest in tegen het bezoek van de paus aan het Verenigd Koninkrijk in 2010.
Sinds 2005 zijn de 26 gemeenten in Noord-Amerika (circa 5.600 leden) verzelfstandigd en vormen nu de Free Presbyterian Church of North America (FPCNA).

## Zending
Op het gebied van zending is men zeer actief in onder meer de volgende landen: India, Jamaica, Kenia, Ierland, Spanje, Filipijnen en Duitsland.

## Afbeeldingen

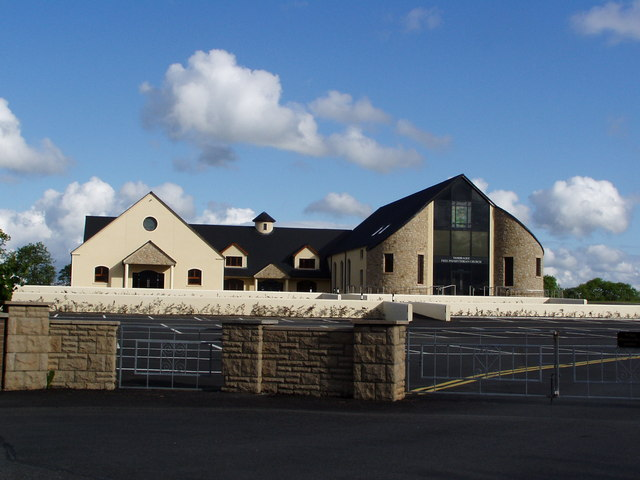
Nieuw kerkgebouw Free Presbyterian church in Tandragee
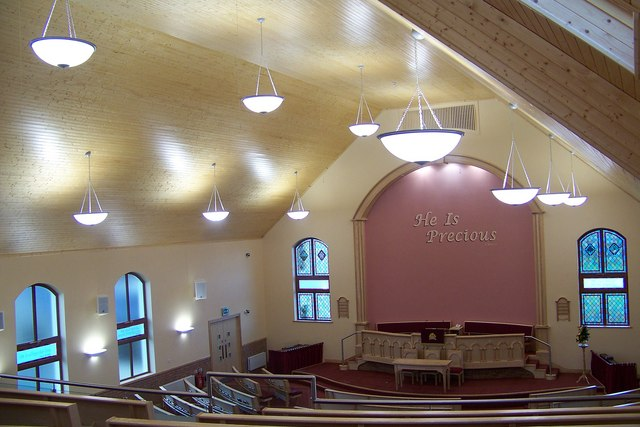
Interieur Free Presbyterian church in Tandragee
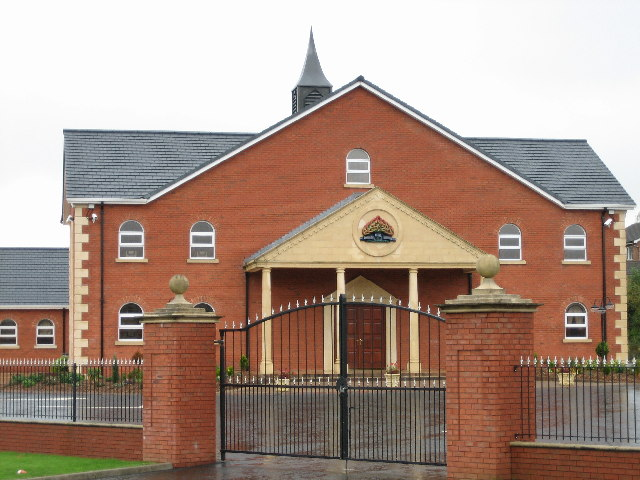
Kerk te Lisburn
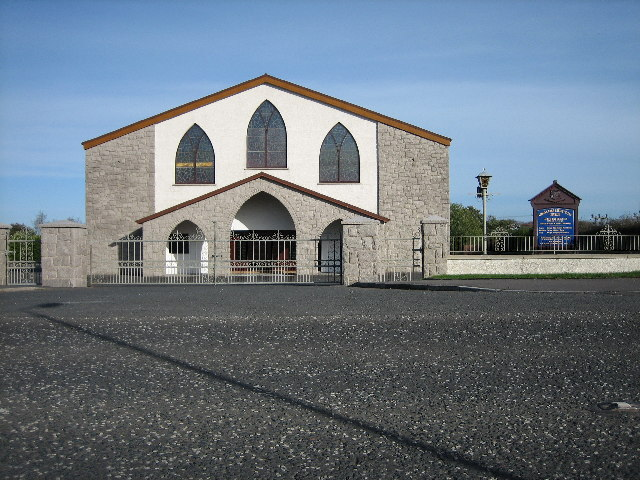
Kerk te Lurgan